# Rythme sensorimoteur
 (août 2025).
La mise en forme du texte ne suit pas les recommandations de Wikipédia : il faut le « wikifier ».
Les points d'amélioration suivants sont les cas les plus fréquents. Le détail des points à revoir est peut-être précisé sur la page de discussion.
- Les titres sont pré-formatés par le logiciel. Ils ne sont ni en capitales, ni en gras.
- Le texte ne doit pas être écrit en capitales (les noms de famille non plus), ni en gras, ni en italique, ni en « petit »…
- Le gras n'est utilisé que pour surligner le titre de l'article dans l'introduction, une seule fois.
- L'italique est rarement utilisé : mots en langue étrangère, titres d'œuvres, noms de bateaux, etc.
- Les citations ne sont pas en italique mais en corps de texte normal. Elles sont entourées par des guillemets français : « et ».
- Les listes à puces sont à éviter, des paragraphes rédigés étant largement préférés. Les tableaux sont à réserver à la présentation de données structurées (résultats, etc.).
- Les appels de note de bas de page (petits chiffres en exposant, introduits par l'outil «  Source ») sont à placer entre la fin de phrase et le point final[comme ça].
- Les liens internes (vers d'autres articles de Wikipédia) sont à choisir avec parcimonie. Créez des liens vers des articles approfondissant le sujet. Les termes génériques sans rapport avec le sujet sont à éviter, ainsi que les répétitions de liens vers un même terme.
- Les liens externes sont à placer uniquement dans une section « Liens externes », à la fin de l'article. Ces liens sont à choisir avec parcimonie suivant les règles définies. Si un lien sert de source à l'article, son insertion dans le texte est à faire par les notes de bas de page.
- La présentation des références doit suivre les conventions bibliographiques. Il est recommandé d'utiliser les modèles {{Ouvrage}}, {{Chapitre}}, {{Article}}, {{Lien web}} et/ou {{Bibliographie}}. Le mode d'édition visuel peut mettre en forme automatiquement les références.
- Insérer une infobox (cadre d'informations à droite) n'est pas obligatoire pour parachever la mise en page.

Pour une aide détaillée, merci de consulter Aide:Wikification.
Si vous pensez que ces points ont été résolus, vous pouvez retirer ce bandeau et améliorer la mise en forme d'un autre article.

Ondes SMR

Le rythme sensorimoteur (RSM) est une onde cérébrale. Il s'agit d'un rythme oscillatoire d'activité cérébrale électrique synchronisée. Il apparaît en fuseaux dans les enregistrements EEG, MEG et ECoG du cortex sensorimoteur. Chez la plupart des individus, la fréquence du RSM est comprise entre 7 et 11 Hz.

## Description
La signification exacte du rythme sensorimoteur (SMR) reste partiellement élucidée. D’un point de vue phénoménologique, son amplitude tend à augmenter lorsque les régions sensorimotrices du cerveau sont au repos, comme en situation d’immobilité. À l’inverse, elle diminue généralement lors de l’activation de ces régions, notamment pendant l’exécution de tâches motrices.
Conceptuellement, le SMR est parfois confondu avec les ondes alpha d'origine occipitale, la source la plus puissante de signaux neuronaux dans l'EEG. Cela pourrait s'expliquer par le fait que, sans filtrage spatial approprié, le SMR est très difficile à détecter, car il est généralement submergé par les ondes alpha occipitales, plus puissantes. Le SMR félin a été observé comme étant analogue au rythme mu humain.

## Fonction
Son amplitude tend à diminuer dès que le sujet engage une activité motrice, réelle ou imaginaire. Il est considéré comme un marqueur d’inhibition thalamo-corticale, jouant un rôle dans la régulation des mouvements et de l’attention.
La signification fonctionnelle du SMR n’est pas entièrement élucidée. Néanmoins, il est lié à plusieurs phénomènes cognitifs et moteurs au delà de l'attention :
- inhibition motrice active ;
- état de vigilance détendue sans mouvement ;
- traitement sensoriel réduit en période de repos moteur.

## Localisation
Le SMR est principalement détecté au niveau des régions corticales centrales, correspondant aux zones C3 et C4 du système 10–20 en EEG. Il est souvent plus visible sur l’hémisphère controlatéral au mouvement imaginé ou inhibé.

## Neurofeedback
L'entraînement par neurofeedback peut être utilisé pour maîtriser l'activité du SMR. Les praticiens du neurofeedback pensent que ce feedback permet au sujet d'apprendre à réguler son propre SMR. Les personnes souffrant de troubles de l'apprentissage, de TDAH, d'épilepsie, et d'autisme  pourraient bénéficier d'une augmentation de l'activité du SMR grâce au neurofeedback. Dans le domaine des interfaces cerveau-ordinateur (ICO), la modification délibérée de l'amplitude du SMR lors de l'imagerie motrice peut être utilisée pour contrôler des applications externes.

## Interfaces cerveau-machine
Le SMR est également utilisé dans le développement d’interfaces cerveau-machine, où les variations d’amplitude liées à l’imagerie motrice servent à contrôler des dispositifs externes (curseur, bras robotisé, etc.).

## Catégorisation des ondes cérébrales
- Onde delta – (0,1 – 3 Hz)
- Onde thêta – (4 – 7 Hz)
- Onde alpha – (8 – 12 Hz)
- Onde Mu – (7,5 – 12,5 Hz)
- Onde SMR – (12,5 – 15,5 Hz)
- Onde bêta – (12 – 31 Hz)
- Onde gamma – (32 – 100 Hz)